# Gibourne
Gibourne est une commune du Sud-Ouest de la France située dans le département de la Charente-Maritime (région Nouvelle-Aquitaine).
Ses habitants sont appelés les Gibournais et les Gibournaises.

## Géographie

### Communes limitrophes
|                          | Cherbonnières | Loiré-sur-Nie          |
| Saint-Martin-de-Juillers | Gibourne      | Le Gicq                |
| La Brousse               | Bagnizeau     | Les Touches-de-Périgny |

## Urbanisme

### Typologie
Au 1er janvier 2024, Gibourne est catégorisée commune rurale à habitat dispersé, selon la nouvelle grille communale de densité à 7 niveaux définie par l'Insee en 2022.
Elle est située hors unité urbaine et hors attraction des villes,.

### Occupation des sols
L'occupation des sols de la commune, telle qu'elle ressort de la base de données européenne d’occupation biophysique des sols Corine Land Cover (CLC), est marquée par l'importance des territoires agricoles (82,4 % en 2018), une proportion sensiblement équivalente à celle de 1990 (82,3 %). La répartition détaillée en 2018 est la suivante : 
terres arables (72,7 %), forêts (17,6 %), zones agricoles hétérogènes (6,9 %), cultures permanentes (2,8 %). L'évolution de l’occupation des sols de la commune et de ses infrastructures peut être observée sur les différentes représentations cartographiques du territoire : la carte de Cassini (XVIIIe siècle), la carte d'état-major (1820-1866) et les cartes ou photos aériennes de l'IGN pour la période actuelle (1950 à aujourd'hui).

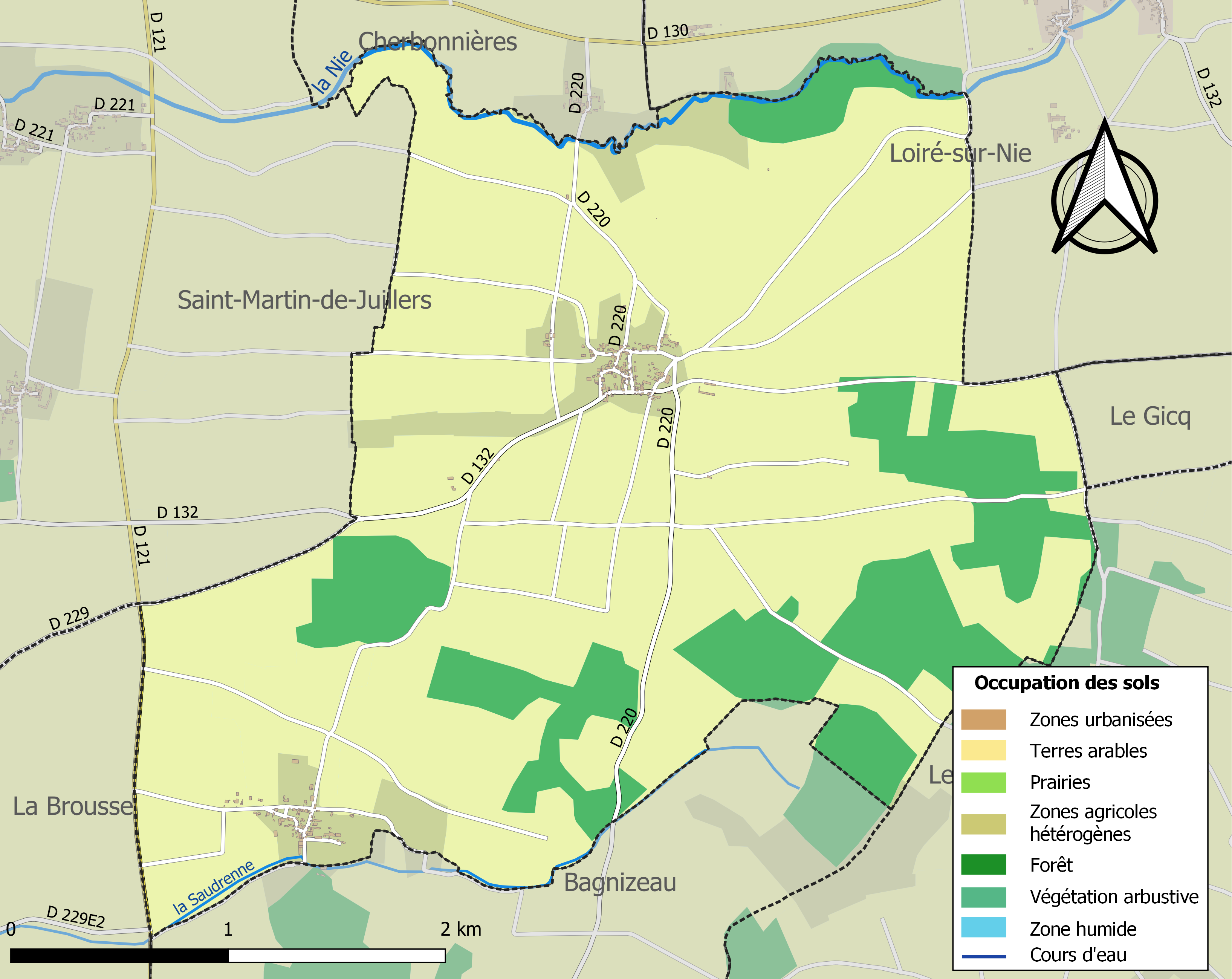
Carte des infrastructures et de l'occupation des sols de la commune en 2018 (CLC).

## Histoire
L'état des paroisses de 1686 nous dit que les chanoines de Saintes sont les seigneurs de la paroisse de Gibourne de 61 feux qui produit peu de grain et ne produit plus de vin.

## Administration

### Liste des maires
| Période                                  | Période  | Identité           | Étiquette | Qualité |
| ---------------------------------------- | -------- | ------------------ | --------- | ------- |
| 2001                                     | 2008     | Henri Poinsteau    |           |         |
| 2008                                     | en cours | Emmanuelle Caiveau |           |         |
| Les données manquantes sont à compléter. |          |                    |           |         |

## Démographie

### Évolution démographique
L'évolution du nombre d'habitants est connue à travers les recensements de la population effectués dans la commune depuis 1793. Pour les communes de moins de 10 000 habitants, une enquête de recensement portant sur toute la population est réalisée tous les cinq ans, les populations de référence des années intermédiaires étant quant à elles estimées par interpolation ou extrapolation. Pour la commune, le premier recensement exhaustif entrant dans le cadre du nouveau dispositif a été réalisé en 2005.

En 2022, la commune comptait 103 habitants, en évolution de −8,04 % par rapport à 2016 (Charente-Maritime : +4,04 %, France hors Mayotte : +2,11 %).
| 1793 | 1800 | 1806 | 1821 | 1831 | 1836 | 1841 | 1846 | 1851 |
| ---- | ---- | ---- | ---- | ---- | ---- | ---- | ---- | ---- |
| 300  | 256  | 306  | 304  | 326  | 340  | 339  | 336  | 353  |

| 1856 | 1861 | 1866 | 1872 | 1876 | 1881 | 1886 | 1891 | 1896 |
| ---- | ---- | ---- | ---- | ---- | ---- | ---- | ---- | ---- |
| 353  | 335  | 343  | 326  | 315  | 327  | 285  | 264  | 229  |

| 1901 | 1906 | 1911 | 1921 | 1926 | 1931 | 1936 | 1946 | 1954 |
| ---- | ---- | ---- | ---- | ---- | ---- | ---- | ---- | ---- |
| 232  | 289  | 271  | 235  | 269  | 267  | 269  | 233  | 201  |

| 1962 | 1968 | 1975 | 1982 | 1990 | 1999 | 2005 | 2006 | 2010 |
| ---- | ---- | ---- | ---- | ---- | ---- | ---- | ---- | ---- |
| 180  | 168  | 157  | 138  | 138  | 118  | 119  | 114  | 116  |

| 2015 | 2020 | 2022 | - | - | - | - | - | - |
| ---- | ---- | ---- | - | - | - | - | - | - |
| 112  | 104  | 103  | - | - | - | - | - | - |

## Lieux et monuments
- Croix hosannière du XIIe siècle, située au centre du cimetière.
- Eglise Saint Martial de Gibourne.